# Ma thèse en 180 secondes
Ma thèse en 180 secondes est un concours international de vulgarisation scientifique ouvert aux doctorants francophones du monde entier. Les doctorants doivent présenter leur sujet de recherche, en français et en termes simples, à un auditoire profane et diversifié. Chaque étudiant(e) doit faire, en trois minutes, un exposé clair, concis et néanmoins convaincant sur son projet de recherche.

## Historique
Inspiré du concours de Three Minute Thesis (en) (3MT), conçu en 2008 à l’université du Queensland en Australie, le concept est repris en 2012 au Canada sous le nom « Votre soutenance en 180 secondes » par l'Association francophone pour le savoir (Acfas),, qui ajoute une dimension politique (montrer comment l'argent public est utilisé) et un côté spectaculaire au dispositif[réf. incomplète]. L'idée est reprise en 2013 par l'université de Lorraine (sous le nom « Ta thèse en 180 secondes ») et l'université de Liège, qui envoie deux lauréats à Québec hors-concours. En 2014, l'Acfas souhaite étendre le projet à l’ensemble des pays francophones, ce qui se fait progressivement lorsque le Centre national de la recherche scientifique (CNRS) et France Universités créent « Ma thèse en 180 secondes » en 2014, en insistant sur l'aspect de vulgarisation, qui restera la motivation principale des participants[réf. incomplète].
En 2014, quatre pays francophones participent à la première édition internationale de Ma thèse en 180 secondes, dont la finale internationale se déroule au Cœur des sciences de l'Université du Québec à Montréal : la Belgique, la France, le Maroc et le Canada.
En 2015, le nombre de pays participants est multiplié par deux. Huit pays sont alors représentés lors de la finale internationale qui se déroule à Paris dans le grand amphithéâtre de la Sorbonne le 1er octobre 2015. Aux pays précédents s'ajoutent le Burkina-Faso, le Cameroun, le Sénégal et la Tunisie. Ces nouveaux pays sont portés par l'Agence universitaire de la Francophonie (AUF).
En 2016, trois pays s'ajoutent à l'édition internationale de Ma thèse en 180 secondes : le Bénin, porté par l'AUF, l'Indonésie et la Suisse. Dix pays sont alors représentés lors de la finale internationale, le 29 septembre 2016 au Théâtre national Mohammed-V de Rabat : la Belgique, le Bénin, le Cameroun, la France, l'Indonésie, le Maroc, le Canada, le Sénégal, la Suisse et la Tunisie.

## Organisation
L'objectif commun à tous les pays francophones participants au concours est de mettre en avant les jeunes chercheurs en attirant l'attention du public sur la recherche actuelle. Le concours commence par la sélection des représentants de chaque université, qui peut être ouverte au public non-scientifique. Des épreuves régionales sont organisées entre candidats de différentes universités, suivies des finales nationales et d'une finale internationale,.
L'exercice proposé aux candidats consiste à présenter ses travaux de doctorat, en français et en termes simples, à un auditoire profane et diversifié en trois minutes exactement. Chaque étudiant doit faire un exposé clair, concis et néanmoins convaincant avec l’appui d’une seule diapositive. Il est souvent abordé sous l'angle de l'humour, utilisant des références à la culture populaire et des métaphores variées. Les finales reprennent des codes des émissions de télévision.
Dans chaque pays, le concours Ma thèse en 180 secondes est porté par des organisations différentes :
- au Canada[2], le concours est porté par l'Association francophone pour le savoir (Acfas), depuis 2012 ;
- en France[11], le concours est organisé par le CNRS et France Universités[6], depuis 2014 ;
- au Maroc[12], le concours est coordonné par l'Université Mohammed V associée au Centre national pour la recherche scientifique et technique (CNRST), depuis 2014 ;
- en Belgique[13], le concours est porté par l'Université de Liège, l'Université de Namur, l'Université Catholique de Louvain, l'Université Libre de Bruxelles, l'Université Saint-Louis - Bruxelles et l'Université de Mons, depuis 2014 ;
- au Bénin, au Cameroun, au Sénégal et en Tunisie, le concours est tenu grâce au soutien de l'Agence universitaire de la Francophonie (AUF)[14], depuis 2016.

## Analyse
Selon l'analyse publiée par une équipe de sociologues en 2021[réf. incomplète], les orateurs sont majoritairement satisfaits de participer à une action de vulgarisation, de s'entraîner à parler en public, de gagner en autonomie. Certains d'entre eux sont conscients d’être instrumentalisés par leurs universités, qui disent leur soutien aux doctorants alors que ceux-ci sont en situation très précaire.
Cependant, la spectacularisation l'emporte sur l'objectif de vulgarisation : il s'agit moins de faire passer des connaissances et d'expliquer comment la recherche fonctionne, notamment en apportant des preuves de ce que l'on dit, que de gagner un concours. Passer sous silence les difficultés de la recherche et son aspect collectif est même anti-scientifique. La compétition inhérente à ce qui est présenté comme un jeu reflète de façon cynique celle que ces apprentis chercheurs auront à affronter pour décrocher un poste puis des financements,.
Selon le sociologue Stéphane Le Lay, Ma thèse en 180 secondes « est un révélateur, une miniature ethnographique du monde de l’enseignement supérieur et de la recherche. Ça souligne bien l’état de désolation du champ académique. Parce que, quand on en arrive à mettre en place des dispositifs comme ça pour recréer du lien, des ambiances sympa et mettre en lumière les travaux des doctorants, c’est que, d’une certaine manière, on a échoué à créer des collectifs cherchant à s’inscrire davantage dans la collaboration que dans la compétition permanente pour des ressources rares ».

## Lauréats
Cette section ne s'appuie pas, ou pas assez, sur des sources secondaires ou tertiaires indépendantes du sujet. Le texte peut contenir des analyses inexactes ou inédites de sources primaires.
Pour l'améliorer, ajoutez-en, ou placez des modèles {{Source secondaire souhaitée}} ou {{Source secondaire nécessaire}} sur les passages mal sourcés. (décembre 2022)

### Lauréats des finales internationales

#### Édition 2014
Lauréats de la finale internationale (Montréal, 25 septembre) :
- 1er Prix du jury : Noémie Mermet, « Implication des récepteurs 5HT2A dans la modulation des interneurones PKCgamma dans un contexte d’allodynie », Université d'Auvergne ;
- 2e Prix du jury et Prix du public : Marie-Charlotte Morin, « Rôle des protéines lin-15A et rétinoblastome dans la reprogrammation cellulaire directe in vivo chez C.elegans », Université de Strasbourg ;
- 3e Prix du jury : Renaud Manuguerra, « Cellules souches mésenchymales en médecine régénérative : modèles in vitro et thérapie cellulaire pour le glaucome à angle ouvert », Université de Montréal.

#### Édition 2015

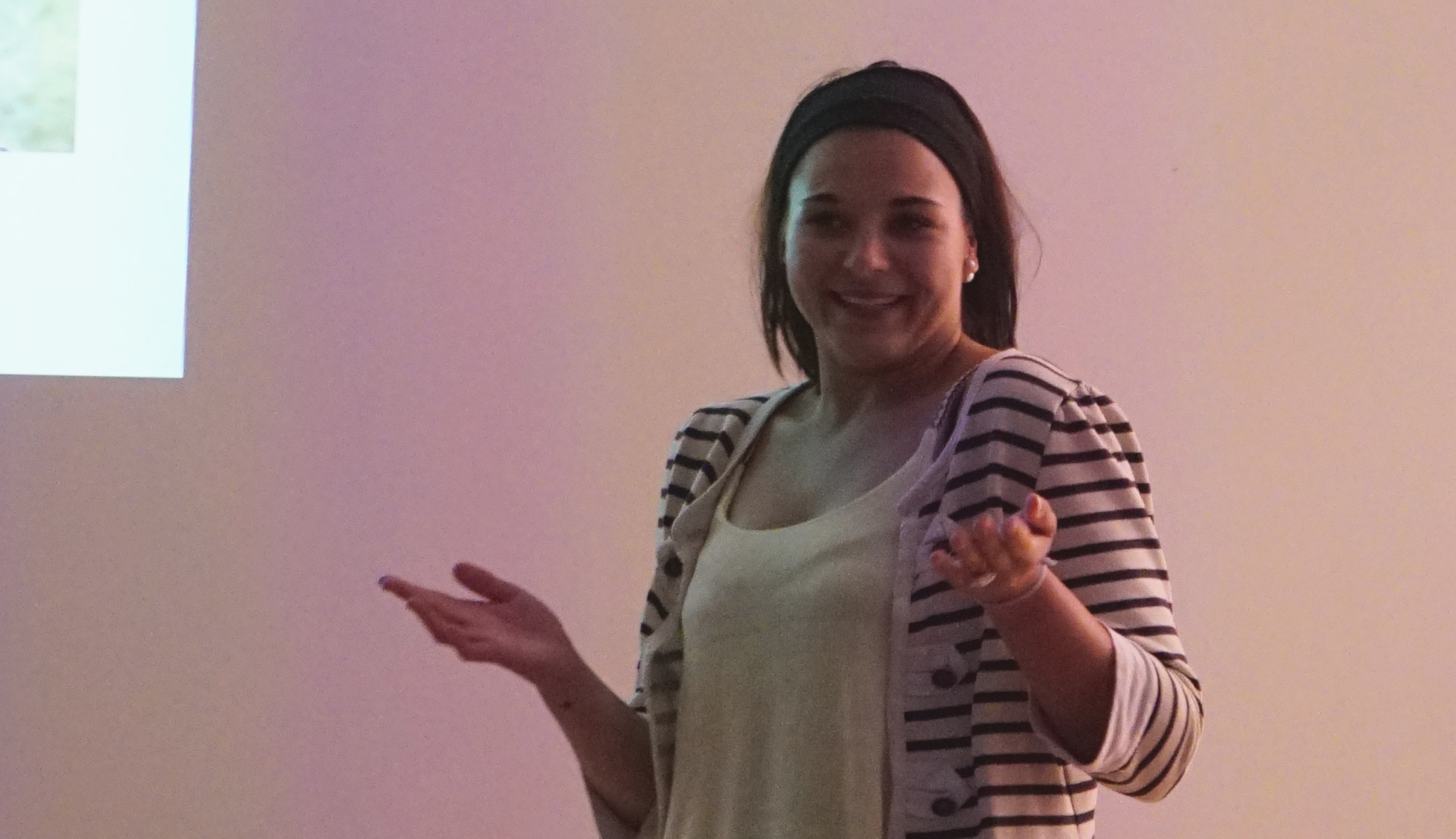
Qualifications régionale lors de la fête de la science de 2015 au planétarium de Reims.

Lauréats de la finale internationale (Paris, 1er octobre) :
- 1er Prix du jury : Adrien Deliège, « Analyse de séries temporelles climatiques basée sur les ondelettes », Université de Liège ;
- 2e Prix du jury et Prix du public : Alexandre Artaud, « Spectroscopie tunnel à très basse température de graphène sur rhénium supraconducteur », Université Grenoble Alpes ;
- 3e Prix : Abdelkader Meni Mahzoum, « Étude de l’impact du carpocapse causé par Cydia pomonella L. chez les variétés de pommier (Malus sp.) dans la région de Fès. Contribution à la mise au point de méthodes de lutte alternatives et non polluantes », université Sidi Mohamed Ben Abdellah (Fès).

#### Édition 2016
Lauréats de la finale internationale (Rabat, 29 septembre) :
- 1er Prix du jury : Désirée Koenig, « Mécanismes de régénération des organes chez le poisson zèbre », Université de Fribourg ;
- 2e Prix du jury : Maud Gratuze, « Impact du diabète sur la phosphorylation de la protéine tau dans la maladie d’Alzheimer », Université Laval ;
- 3e Prix du jury : Nicolas Urruty, « Impact de la réduction des pesticides sur le rendement du blé en France », université confédérale Léonard de Vinci ;
- Prix du public : Chaimae Samtal, « Cancer de la prostate dans la population marocaine : Identification moléculaire, profils de risque et thérapie ciblée », université Sidi Mohamed Ben Abdellah (Fès).

#### Édition 2017
Lauréats de la finale internationale (Liège, 27 septembre) :
- 1er Prix du jury : Marielle Yasmine Agbahoungbata, « Élaboration de matériaux photo catalyseurs à base d’oxyde de titane (TiO2) pour l’élimination des micropolluants organiques en milieu aqueux », Université d'Abomey-Calavi ;
- 2e Prix du jury : Damien Mathis, « Développement de nouveaux matériaux de haute inertie thermique à base de bois et matériaux à changement de phase biosourcés«, Université Laval ;
- 3e Prix du jury : Sarah Olivier, « La mémoire mérovingienne au travers de ses réécritures : transmission, renouvellement, légitimation (XIVe – XVe siècles) », Université de Genève ;
- Prix du public : Sabrina Fadloun, « Étude d'un procédé de dépôt cuivre par MOCVD pour des vias traversants à fort facteur de forme pour l'intégration 3D », Université Grenoble-Alpes, et Alexis Darras, « Évaporation sous champ de gouttes de colloïdes superparamagnétiques », université de Liège.

#### Édition 2018
Lauréats de la finale internationale (Lausanne, 27 septembre) :
- 1er Prix du jury : Geneviève Zabré, « Utilisation des plantes médicinales dans la lutte contre le méthane émis par les ruminants : cas des ovins », université Joseph Ki-Zebro ;
- 2e Prix du jury : Philippe Le Bouteiller, « Approche eulérienne de l'équation de Hamilton-Jacobi par une méthode Galerkin discontinue en milieu hétérogène anisotrope et son application à l'imagerie sismique », université Grenoble-Alpes ;
- 3e Prix du jury : Veronica-Diana Hagi, « La biographie linguistique, un outil didactique plurivalent », université Ovidius.

#### Édition 2019
Lauréats de la finale internationale (Dakar, 26 septembre) :
- 1er Prix du jury : Natacha Delrez, « Infection of European eel (Anguilla Anguilla) by Anguillid herpesvirus 1: from basic research to conservation programs », université de Liège ;
- 2e Prix du jury : Tianarilalaina Tantely Andriamampianina, « Cladogelonium madagascariense : Anti-inflammatoire », université de Mahajanga ;
- 3e Prix du jury : Tom Mébarki, « La “folie organisée” dans l’opera buffa rossinien. Vers une transhistoire du son », université d'Aix-Marseille ;
- Prix du public : Catherine Penda Mbaye, « L’analyse des processus de pilotage dans les organisations culturelles sous le prisme de l’approche qualité́: modélisation d’un schéma organisationnel soutenable », université Alioune Diop de Bambey.

#### Édition 2020
En raison de la pandémie de Covid-19, la finale internationale 2020 a été annulée.

#### Édition 2021
Lauréats de la finale internationale (Paris - Maison de la Radio et de la Musique, 30 septembre) :
- 1er Prix du jury : Yohann Thenaisie, « Implémentation d’un protocole de stimulation cérébrale profonde adaptatif ciblant les troubles de la marche dans la maladie de Parkinson », Université de Lausanne ;
- 2e Prix du jury : Aminata Sourang Mbaye Diouf, « La transmission des entreprises familiales au Sénégal », université Cheikh-Anta-Diop ;
- 3e Prix du jury : Manhougbe Probus A. Farel Kiki, « Capteurs et réseaux intelligents de surveillance en environnement agricole : application à la chenille légionnaire d’automne en Afrique de l’Ouest », université d'Abomey-Calavi ;
- Prix du public et des internautes : Prince Makay Bamba, « Décryptage des troubles du développement en Afrique Centrale », université de Kinshasa.

#### Édition 2022
Lauréates de la finale internationale (Montréal - Théâtre Outremont, 6 octobre) :
- 1er Prix du jury : Mané Seck, « Élaboration et caractérisation de nanomatériaux à base de gommes arabique et amandier : orientation vers la "green electronics" », Université Gaston-Berger ;
- 2e Prix du jury : Sophie Rivara, « Traquer la localisation spatiotemporelle et les interactions du senseur de l'immunité innée STING », École polytechnique fédérale de Lausanne ;
- 3e Prix du jury : Mamy Henintsoa Randrianjatovonarivo, « Analyse sociolinguistique et interculturelle du processus de création d’une variation linguistique dans le contexte plurilingue malgache : cas de la langue française affichée dans des quartiers représentatifs d’Antananarivo-Madagascar », Université d’Antananarivo ;
- Prix du public : Jihane Kenfaoui, « Prospection et diagnostic de l'état phytosanitaire de la vigne au Maroc et élaboration de méthodes de lutte alternatives », Université sidi Mohamed ben Abdellah.

#### Édition 2023
Lauréates de la finale internationale (Rabat - Théâtre National Mohammed V, 5 octobre) :
- 1er Prix du jury : Camille Lakhlifi, « Capacités métacognitives des clinicien.ne.s : quels liens entre la justesse objective des choix des (futur.e.s) médecins et leurs jugements de confiance subjectifs dans leurs connaissances et décisions sous incertitude ? », Université Paris Cité ;
- 2e Prix du jury : Maëlle Bottin, « Synthèse de systèmes moléculaires hôte-invité pour la reconnaissance sélective des anions », Université catholique de Louvain-la-Neuve ;
- 3e Prix du jury : Tégawindé Vanessa Rosette Boro, « Solutions d’imperméabilisation accessibles et durables de bassins de collecte des eaux de ruissellement en zone soudano-sahélienne », Institut international d’ingénierie de l’eau et de l’environnement ;
- Prix du public : Hajar Akhoutir, « Caractérisation du résistome et du mobilome chez les pathogènes bactériens du groupe ESKAPE : une étude comparative entre les souches environnementales et cliniques du Maroc », Université Ibn Zohr d’Agadir.

### Lauréats des finales canadiennes
Les prestations des finales canadiennes du concours sont diffusées sur les ondes de Savoir média,.

#### Édition 2012
Lauréats de la finale nationale :
- 1er Prix : Viviane Lalande, École polytechnique de Montréal ;
- 2e Prix : Morgan Dutilleul, Université du Québec à Montréal ;
- Prix du public : Marie-Christine Bellemare, Université du Québec à Montréal.

#### Édition 2013
Lauréats de la finale nationale :
- 1er Prix du jury : Danielle de Verteuil, Université de Montréal ;
- 2e Prix du jury : Luis Felipe Gutiérrez, Université Laval ;
- Prix du public : Anne-Marie Fortin, Université du Québec à Chicoutimi ;
- 1er Prix Européen : Camel Makhloufi, Université de Lorraine.

#### Édition 2014
Lauréats de la finale nationale :
- 1er Prix du jury et Prix du public : Sami Hached, École polytechnique de Montréal ;
- 2e Prix du jury : Louise Hénault-Éthier, Université du Québec à Montréal ;
- 3e Prix du jury : Renaud Manuguerra, Université de Montréal.

#### Édition 2015
Lauréats de la finale nationale :
- 1er Prix : Odile Vekemans, École polytechnique de Montréal ;
- 2e Prix et Prix du public : Marius Chiasseu, Université de Montréal ;
- 3e Prix : Camille Daudelin-Peltier, Université du Québec en Outaouais.

#### Édition 2016
Lauréats de la finale nationale :
- 1er Prix et Prix du public : Carine Monat, Université de Montréal ;
- 2e Prix : Alex Drolet-Dostaler, Université du Québec en Outaouais ;
- 3e Prix : Maud Gratuze, Université Laval.

#### Édition 2017
Lauréats de la finale nationale :
- 1er Prix et Prix du public : Damien Mathis, Université Laval ;
- 2e Prix : Catherine Girard, Université de Montréal ;
- 3e Prix : Jean Sébastien Goulet, HEC Montréal.

#### Édition 2018
Lauréats de la finale nationale :
- 1er Prix et Prix du public : Sarah Lafontaine, Université de Sherbrooke ;
- 2e Prix : Dmitri Fedorov, Polytechnique Montréal ;
- 3e Prix : Guillaume Dufton, Université Laval.

#### Édition 2019
Lauréats de la finale nationale :
- 1er Prix et Prix du public : Élodie Nguena, Université de Sherbrooke ;
- 2e Prix : Antoine Zboralski, Université de Moncton ;
- 3e Prix : Zakaria Mestari, Université du Québec à Montréal.

#### Édition 2020
Lauréats de la finale nationale :
- 1er Prix et Prix du public : Florence Veronneau-Veilleux, Université de Montréal ;
- 2e Prix : Martin Chenal, Institut national de recherche scientifique ;
- 3e Prix : Vanessa Mardirossian, Université Concordia.

#### Édition 2021
Lauréats de la finale nationale :
- 1er Prix : Atma Adoungotchodo, École de technologie supérieure ;
- 2e Prix et Prix du public : Ilse Cardenas, Université du Québec à Trois-Rivières ;
- 3e Prix : Thomas Milan, Université de Montréal.

#### Édition 2022
Lauréats de la finale nationale :
- 1er Prix et Prix du public : Audréanne Loiselle, Université de Montréal ;
- 2e Prix : Fadoua Dhaouadi, Université du Québec à Trois-Rivières ;
- 3e Prix : Ylauna Penalva, Université McGill.

#### Édition 2023
Lauréats de la finale nationale :
- 1er Prix : Vincent Taboga, Polytechnique Montréal ;
- 2e Prix : Samuel Calmels, Université McGill ;
- 3e Prix : Aurélien Caron, Université du Manitoba ;
- Prix du public : Ophélie Martinie, Université Laval.

#### Édition 2024
Lauréats de la finale nationale :
- 1er Prix : Paco Alvarez, Polytechnique Montréal ;
- 2e Prix : Sophie Tanguay, Université du Québec en Outaouais ;
- 3e Prix : Charles Fort Université du Québec à Trois-Rivières ;
- Prix du public : Nada Zoubdane Université de Sherbrooke.

### Lauréats des finales françaises

#### Édition 2014
Lauréats de la finale nationale (université Claude-Bernard-Lyon-I - Théâtre Astrée, 10 juin) :
- 1er Prix du jury et Prix du public : Marie-Charlotte Morin, « Rôle des protéines lin-15A et rétinoblastome dans la reprogrammation cellulaire directe in vivo chez C.elegans », université de Strasbourg ;
- 2e Prix du jury : Noémie Mermet, « Implication des récepteurs 5HT2A dans la modulation des interneurones PKCgamma dans un contexte d’allodynie », université d'Auvergne ;
- 3e Prix du jury : Chrystelle Armata, « La loyauté probatoire à l'épreuve des nouvelles technologies », université de Lyon.

#### Édition 2015
Lauréats de la finale nationale (Centre Prouvé - Nancy, 3 juin) :
- 1er Prix du jury et Prix du public : Alexandre Artaud, « Spectroscopie tunnel à très basse température de graphène sur rhénium supraconducteur », université Grenoble-Alpes ;
- 2e Prix du jury : Rachida Brahim, « Crimes racistes et racialisation. Processus de différenciation et d’universalisation des groupes ethniquement minorisés dans la France contemporaine, 1971-2003 », université d'Aix-Marseille ;
- 3e Prix du jury : Grégory Pacini, « Rôle d’EHD4 dans la régulation du facteur de restriction du VIH-1 : BST2 », université Paris-Descartes.

#### Édition 2016
Lauréats de la finale nationale (Palais de la Bourse de Bordeaux, 31 mai) :
- 1er Prix du jury : Mathieu Buonafine, « Étude du rôle de la Neutrophil Gelatinase Associated Lipocalin dans les effets cardiovasculaires de l’activation du récepteur minéralocorticoïde », université Pierre-et-Marie-Curie ;
- 2e Prix du jury et Prix du public : Bertrand Cochard, « Réification, spectacle et imagification dans la philosophie de Guy Debord », université de Nice ;
- 3e Prix du jury : Nicolas Urruty, « Impact de la réduction des pesticides sur le rendement du blé », université de Poitiers.

#### Édition 2017
Lauréats de la finale nationale (Maison de la radio de Paris, 14 juin) :
- 1er Prix du jury et Prix du public : Sabrina Fadloun, « Étude d’un procédé de dépôt de cuivre par MOCVD pour la réalisation de vias traversants à fort facteur de forme pour l’intégration 3D », Université Grenoble-Alpes ;
- 2e Prix du jury : Davina Desplan, « Caractérisations mécaniques et électriques de produits cosmétiques et de leur stabilité, lien avec des modifications chimiques ou des contaminations biologiques », université de Cergy-Pontoise ;
- 3e Prix du jury : Olivier Chabrol, « Méthodes informatiques de détection de signatures moléculaires de convergence évolutive », université d'Aix-Marseille.

#### Édition 2018
Lauréats de la finale nationale (Théâtre national de Toulouse, 13 juin) :
- 1er Prix du jury et Prix du public : Philippe Le Bouteiller, « Approche eulérienne de l'équation de Hamilton-Jacobi par une méthode Galerkin discontinue en milieu hétérogène anisotrope et son application à l'imagerie sismique«, Université Grenoble-Alpes ;
- 2e Prix du jury : Colin Gatouillat, « Le défi comme motif de la pratique sportive », université d'Aix-Marseille ;
- 3e Prix du jury : Camille Vautier, « Dégradation biologique aux interfaces du cycle hydrologique », université Rennes-I.

#### Édition 2019
Lauréats de la finale nationale (Maison de la culture de Grenoble, 13 juin) :
- 1er Prix du jury et Prix du public : Tom Mébarki, « La “folie organisée” dans l’opera buffa rossinien. Vers une transhistoire du son », université d'Aix-Marseill] ;
- 2e Prix du jury : Leah Vandeveer, « La phonologie des consonnes rares : une approche typologique », université Bordeaux-Montaigne ;
- 3e Prix du jury : Apolline Chabenat, « Modification des polymorphismes liés aux défenses vis-à-vis des prédateurs par des médicaments psychotropes chez un céphalopode et un décapode », Normandie Université.

#### Édition 2020
En raison de la pandémie de Covid-19, seules les finales régionales ont pu avoir lieu au printemps 2020. Les demi-finales et la finale nationales ont été annulées en juin,.

#### Édition 2021
Lauréats de la finale nationale (10 juin, en ligne) :
- 1er Prix du jury et Prix des internautes : Paul Dequidt, « Analyse de données RMN multimodales par intelligence artificielle pour la discrimination binaire du grade du gliome », université de Poitiers ;
- 2e Prix du jury : Louise Fliedel, « Conception, caractérisation de nanovecteurs et évaluation de leur interaction avec la barrière placentaire », université Paris-Cité ;
- 3e Prix du jury : Peter Stephen Assaghle, « Vulnérabilité des femmes et violences dans la région des Grands Lacs africains : cas des femmes du Grand Kivu », université de Toulon.

#### Édition 2022
Lauréats de la finale nationale (Bourse du travail de Lyon, 31 mai) :
- 1er Prix du jury : Alphanie Midelet, « Traitement du syndrome d’apnée obstructive du sommeil par pression positive continue : étude des données de télésurveillance pour comprendre l’impact des modifications du traitement et prédire les évènements aigus », université Grenoble-Alpes ;
- 2e Prix du jury : Oscar Cosserat, « Intégrateurs géométriques en géométrie de Poisson », université de La Rochelle ;
- 3e Prix du jury : Maxime Robic, « Asservissement visuel d’une constellation de satellites », université Rennes-I ;
- Prix du public : Anaïs Perrichet, « Ciblage de l’IL-1 pour augmenter l’efficacité de la chimio-immunothérapie dans le cancer », université Bourgogne Franche-Comté ;
- Prix des lycéens : Pierre Damien Fougou, « La monnaie électronique dans les espaces bancaires européen, sous-régionaux africains et OHADA », université de Bordeaux.

#### Édition 2023
Lauréats de la finale nationale (Opéra de Rennes, 8 juin 2023) :
- 1er Prix du jury : Camille Lakhlifi, « Capacités métacognitives des clinicien.ne.s : quels liens entre la justesse objective des choix des (futur.e.s) médecins et leurs jugements de confiance subjectifs dans leurs connaissances et décisions sous incertitude ? », Université Paris Cité, Institut du cerveau et de la moelle épinière (CNRS/Inserm/Sorbonne Université);
- 2e Prix du jury : Matthieu Aguilera, « Booster la dynamique cérébrale pour soigner la maladie d’Alzheimer ? », Université de Strasbourg, laboratoire de neurosciences cognitives et adaptatives (CNRS/Université de Strasbourg) ;
- 3e Prix du jury : Robin Guelimi, « Revue systématique des méta-analyses en réseau évaluant l'efficacité et la tolérance des traitements systémiques dans le psoriasis en plaque modéré à sévère », Université Paris Est Créteil, laboratoire Epidemiology in dermatology and evaluation of therapeutics (Université Paris Est Créteil);
- Prix du public : Vanessa Hatchi, « Influence du moment de la journée sur la capacité d’imagerie motrice en climat tropical. Comparaison avec les jeunes adultes, les personnes âgées et les patients post-AVC », Université des Antilles, laboratoire « Adaptations, climat tropical, exercice et santé (Université des Antilles).

#### Édition 2024
Lauréats de la finale nationale (Opéra de Nice, 5 juin 2024) :
- 1er Prix du jury : Wendy LE MOUËLLIC, « Caractérisation des voies d’acquisition du soufre et de la biosynthèse de cystéine de Mycobacterium tuberculosis pendant l’infection », Université de Toulouse, Institut de pharmacologie et biologie structurale (Université de Toulouse / Université Toulouse III Paul Sabatier / CNRS);
- 2e Prix du jury : Mélyne BAUDIN MARIE, « Synthèses d'Inhibiteurs Enzymatiques Multivalents de Sialidases pour le traitement des Maladies Inflammatoires Chroniques de l'Intestin (MICI) », Nantes Université, laboratoire Chimie Et Interdisciplinarité, Synthèse, Analyse, Modélisation (Nantes Université / CNRS);
- 3e Prix du jury : Elie KADOCHE, « Développement d’algorithmes de contrôle basés sur de l’apprentissage par renforcement multi-agents pour l’optimisation de parcs éoliens à grande échelle », Institut Polytechnique de Paris, laboratoire de Traitement et Communication de l’Information (Télécom Paris / Institut Polytechnique de Paris)
- Prix du public : Aïcha LOÏAL, « Compréhension de la plasticité comportementale des populations d'Aedes aegypti pour améliorer la surveillance et la lutte antivectorielle », Université des Antilles, Institut Pasteur de Guadeloupe.
- Prix des lycées : Seyta LEY-NGARDIGAL, « Mécanismes moléculaires de la toxicité d'une surcharge glycémique sur la peau », Universités de Bordeaux, laboratoire Maladies rares : génétique et métabolisme (Université de Bordeaux / INSERM).

#### Édition 2025
Lauréats de la finale nationale (Grande Halle de La Villette, 17 juin 2025) :
- 1er Prix du jury : Ondine Simonot-Bérenger, « Cognition sociale, émotions et fiction : le théâtre comme lieu d’expérimentation des sciences cognitives », Université PSL – Ecole Normale Supérieure, laboratoire SACRe  et du laboratoire de neurosciences cognitives et computationnelles;
- 2e Prix du jury : Maëlan Tomasek, « Évolution des capacités cognitives dans un modèle de radiation adaptative : les cichlidés du lac Tanganyika », Université Clermont Auvergne, laboratoire de psychologie sociale et cognitive;
- 3e Prix du jury et prix du public : Jérémy Defrance, « Étude du rôle de la variation spatio-temporelle des ressources sur la différentiation observée chez la mésange charbonnière Parus major en milieu urbain », Université de Montpellier, Centre d'écologie fonctionnelle et évolutive.;
- Prix des lycées : Charline Coudun, « Les marges continentales du plateau de Demerara au Crétacé : étude sédimentologique, stratigraphique et structurale des plongées profondes de la campagne DIADEM », Université Grenoble Alpes, Institut des sciences de la Terre.

### Lauréats des finales suisses

#### Édition 2016
Lauréats de la première finale nationale suisse (Université de Lausanne - Bâtiment Amphimax, 9 juin) :
- 1er Prix du jury : Désirée Koenig, « Mechanisms of organ regeneration in zebrafish », Université de Fribourg ;
- 2e Prix du jury : Guillaume Braidi, « L’individu en droit de la surveillance financière : Autorisation, obligations et interdiction d’exercer », Université de Fribourg ;
- 3e Prix du jury : Étienne Morel, « Le bricolage plurilingue dans la communication par texto: interprétation d'une pratique entre affiliation locale et aspiration globale », Université de Neuchâtel ;
- Prix du public : Paolo Schumacher, « La régulation du phototropisme par PKS4 chez Arabidopsis thaliana », Université de Lausanne.

#### Édition 2017
Lauréats de la finale nationale (Université de Genève, 18 mai) :
- 1er Prix du jury et Prix du public : Sarah Olivier, « La mémoire mérovingienne au travers de ses réécritures. Transmission, renouvellement, légitimation (XIVe – XVe siècles) », Université de Genève ;
- 2e Prix du jury : Amaël Cohades, « Functional composites with damage control and repair », École polytechnique fédérale de Lausanne ;
- 3e Prix du jury : Giel Op ’t Veld, « Caching Common Information », École polytechnique fédérale de Lausanne.

#### Édition 2018
Lauréats de la finale nationale (Université de Fribourg - Aula Magna, 7 juin) :
- 1er Prix du jury : Pascale Deneulin, « Minéralité des vins: étude sémantique et sensorielle d'un concept émergent », Université de Lausanne ;
- 2e Prix du jury et Prix du public : Lucas Güniat, « Les nanofils et leurs directions de croissance: façonnage d'une plateforme quantique ordonnée », École polytechnique fédérale de Lausanne ;
- 3e Prix du jury : Marie-Hélène Girard, « Traduction du droit international pénal : État des lieux et analyse de la transposition des notions clés », Université de Genève.

#### Édition 2019
Lauréats de la finale nationale (La Chaux-de-Fonds - Théâtre de l'Heure bleue, 6 juin) :
- 1er Prix du jury et Prix du public : Isabella Stoian, « Alcuin’s Ars grammatica. Translation and Philological Study », Université de Fribourg ;
- 2e Prix du jury : Armand Brice Kouadio, « L’engagement au travail des employés publics en contexte post-bureaucratique : quelles ancres dominantes pour quelle publicitude ? », Université de Lausanne ;
- 3e Prix du jury : Élise Rapp, « Maladies tropicales négligées en Suisse : construction d’un enjeu de santé publique et trajectoires expérientielles des femmes migrantes face au dépistage de la maladie de Chagas », Université de Lausanne.

#### Édition 2020
En raison de la pandémie de Covid-19, seule la finale locale de l'École polytechnique fédérale de Lausanne a eu lieu. Les autres finales régionales, la finale nationale, et la finale internationale ont été annulées.

#### Édition 2021
Lauréats de la finale nationale (École polytechnique fédérale de Lausanne - Rolex Learning Center, 21 mai) :
- 1er Prix du jury et Prix du public : Yohann Thenaisie, « Implémentation d’un protocole de stimulation cérébrale profonde adaptatif ciblant les troubles de la marche dans la maladie de Parkinson », Université de Lausanne ;
- 2e Prix du jury : Marie-Pierre Meurville, « Évolution et contenu du liquide trophallactique chez la fourmi », Université de Fribourg ;
- 3e Prix du jury : Dylan Bovet, « La langue poétique des inscriptions latines en distiques élégiaques : rythme, performance, anthropologie », Université de Lausanne;
- Prix des internautes : Özlem Sevik, « Étude phytochimique de plantes du Niger actives contre la maladie de Chagas », Université de Genève.

#### Édition 2022
Lauréats de la finale nationale tenue à l'université de Genève le 19 mai :
- 1er Prix du jury : Sophie Rivara, « Tracking spatiotemporal localization and interactions of the innate immune sensor STING », École polytechnique fédérale de Lausanne ;
- 2e Prix du jury et Prix du public : Adèle Rakotonirina, « Encapsulation method for a complex mixture of microorganisms and fecal microbiota transplantation », Université de Genève ;
- 3e Prix du jury : Guillaume Lavanchy, « Evolutionary causes and consequences of hybridization in insects », Université de Lausanne ;